# Hyalopomatus claparedii
Hyalopomatus claparedii är en ringmaskart som beskrevs av Marenzeller 1878. Hyalopomatus claparedii ingår i släktet Hyalopomatus och familjen Serpulidae. Arten har ej påträffats i Sverige. Inga underarter finns listade i Catalogue of Life.